# Helicostylis pedunculata
Helicostylis pedunculata är en mullbärsväxtart som beskrevs av Raymond Benoist. Helicostylis pedunculata ingår i släktet Helicostylis och familjen mullbärsväxter. Inga underarter finns listade i Catalogue of Life.